# 후지야마 이치로
후지야마 이치로(일본어: 藤山 一郎 ふじやま いちろう[*], 1911년 4월 8일 ~ 1993년 8월 21일)는 일본의 가수·성악가·작곡가·지휘자이다.

## 인물
본명은 마스나가 다케오(増永 丈夫)이며, 본명에서는 클래식 음악의 성악가·바리톤 가수로서 활약했다. 도쿄부 도쿄시 니혼바시 구 니혼바시카키가라초(현재의 도쿄도 주오구 니혼바시카키가라초) 출신으로 도쿄 음악학교(현재의 도쿄 예술대학 음악학부)를 수석으로 졸업했다.
도쿄 음악학교에 재학할 당시 성악 기술·가창법·음악 이론과 하이바리톤의 음성을 발휘하여 테너의 국민적 가수·유행 가수로서 활약했는데 1930년대부터 1940년대에 걸쳐 《술은 눈물인가 한숨인가》, 《언덕을 넘어서》, 《도쿄 랩소디》, 《푸른 산맥》, 《나가사키의 종》 등을 노래해 대부분 히트했다. 이론이나 악전에 충실히 노래했다는 이유로 ‘정격 가수’라고 불렸고 그 격조가 높은 가성이 ‘해서의 노래’라는 평가를 받았다. 1973년 4월부터 1979년 4월까지 일본 가수 협회 회장을 역임했다.
1992년에 국민영예상을 수상했고 이듬해인 1993년에 향년 82세의 일기로 사망했다.